# Уиллистон (ЮАР)
Уиллистон (африк. и англ. Williston) — город в Северо-Капской провинции, ЮАР.
Город расположен в 103 км к северо-востоку от Кальвинии и в 140 км к юго-западу от Карнарвона.
Был основан поселенцами немецкого происхождения родом с Рейна под названием Аманделбом, нидерл. Amandelboom, буквально «миндальное дерево». Это было поселение при христианской миссии. С 1881 г. посёлок получил статус муниципалитета. В 1919 г. переименован в честь полковника Хэмпдена Уиллиса, который в 1883 г. занимал должность колониального секретаря.